# De zaak Zonnebloem

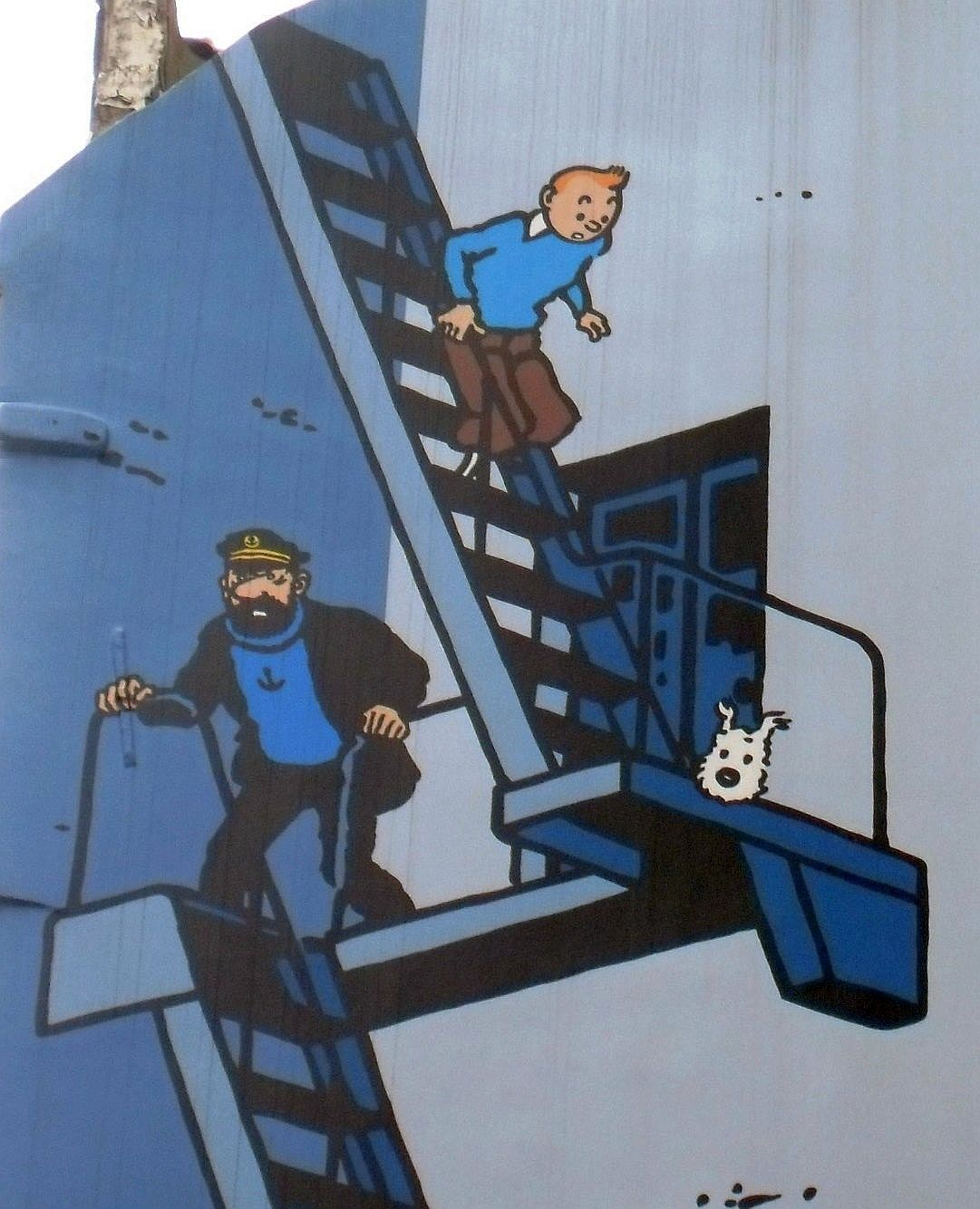
Stripmuur in de Stoofstraat met een scène uit De zaak Zonnebloem

De zaak Zonnebloem (originele, Franstalige titel: L'Affaire Tournesol) is het achttiende album uit de reeks Kuifje-strips van de Belgische tekenaar Hergé (1907-1983). Het kwam uit in 1956. In 1984 verscheen een nieuwe Nederlandse vertaling.

## Personages die in dit album geïntroduceerd worden
- Serafijn Lampion zal terugkeren in de verhalen Cokes in voorraad, De juwelen van Bianca Castafiore, Vlucht 714, Kuifje en de Picaro's en in het onvoltooide album Kuifje en de Alfa-kunst.
- Kolonel Sponsz keert terug in het verhaal Kuifje en de Picaro's.

## Verhaal
Kasteel Molensloot is in rep en roer; alles wat van glas is gemaakt springt op geheimzinnige wijze aan scherven. In de tuin van het kasteel klinken schoten en er wordt een gewonde man aangetroffen, die even later blijkt te zijn verdwenen. Professor Zonnebloem die net op het kasteel arriveerde is ook beschoten, maar door zijn doofheid heeft hij hier niets van gemerkt.
Als Zonnebloem de volgende dag afreist naar Genève voor een congres over kernfysica, sneuvelt er opeens niets meer. Kuifje en kapitein Haddock ontdekken dat Zonnebloem werd geschaduwd door geheime Bordurische agenten en ze reizen hem achterna. Wanneer ze Zonnebloem in zijn hotel opzoeken, is hij net vertrokken. Vervolgens zoeken ze een collega van Zonnebloem, professor Topolino, op in Nyon, met wie Zonnebloem een persoonlijke afspraak had. Inmiddels proberen de twee Borduriërs een paar keer na elkaar een aanslag op het leven van Kuifje en Haddock te plegen. Topolino blijkt in zijn huis te zijn neergeslagen door iemand die zich voor Zonnebloem uitgaf. Er wordt door de Borduriërs een bomaanslag op het huis gepleegd. Kuifje weet nu hoe het zit: Zonnebloem heeft een geheimzinnige uitvinding gedaan, en zowel de Syldavische als de Bordurische geheime diensten zijn deze al op het spoor. In de tuin van kasteel Molensloot hebben de verschillende agenten elkaar beschoten. Zonnebloem loopt duidelijk groot gevaar om door de Borduriërs ontvoerd te worden.
Kuifje en Haddock reizen door een groot deel van Oost-Europa, op zoek naar Zonnebloem, en belanden uiteindelijk in Bordurië. Ze hebben Zonnebloems paraplu nog bemachtigd, maar raken die in Genève weer kwijt. Ze achtervolgen een auto waarvan ze vermoeden dat het de ontvoerders zijn, maar als ze hen staande houden lijkt de auto geen spoor van Zonnebloem te bevatten. Pas achteraf realiseert Kuifje zich dat ze wel degelijk achter de juiste auto aan hebben gezeten; Zonnebloem lag verborgen onder de verhoogde achterbank. Even later zien ze Zonnebloem als die door een groep mannen in een helikopter wordt geduwd. Kuifje en Haddock slagen er niet in om de helikopter tegen te houden.
Gaandeweg blijkt dat Zonnebloems uitvinding een ultrasoon apparaat is waarmee in potentie hele gebouwen en zelfs complete steden kunnen worden vernietigd, al werkt de uitvinding nu alleen nog op glas en porselein. Zijn ontvoerders – onder leiding van kolonel Sponsz – willen het ontwerp in handen krijgen om van Bordurië een wereldmacht te maken.
Met de hulp van de sopraan Bianca Castafiore slagen Kuifje en Haddock er uiteindelijk in Zonnebloem te bevrijden. Als ze op een avond een bezoek brengen aan Castafiore, komt onverwacht ook kolonel Sponsz haar kamer in en nodigt Castafiore uit om ook voor hem een voorstelling te geven. Kuifje en Haddock verbergen zich achter de jas van de kolonel en stelen uit de jas de vrijlatingsbrief voor Zonnebloem die moest worden afgegeven aan Zonnebloems bewakers nadat hij zijn geheim had verklapt. De volgende dag gaan ze in vermomming naar de plek waar Zonnebloem gevangen wordt gehouden en geven de brief af. Met behulp van een gestolen tank proberen ze hierna samen met Zonnebloem nu zo snel mogelijk Bordurië uit te komen. Sponsz heeft al snel in de gaten wat er is gebeurd en stuurt een militaire colonne op hen af, maar met allerlei trucs weten Kuifje en Haddock de Syldavische grens veilig te bereiken.
Wanneer ze terug zijn op Molensloot, denkt Zonnebloem dat het geheime ontwerp in zijn verloren paraplu zit, maar de paraplu blijkt, eenmaal teruggevonden, leeg. Dan blijkt dat het ontwerp al die tijd op Molensloot was; het lag op Zonnebloems nachtkastje. Zonnebloem vernietigt het daarop met Haddocks aangestoken pijp.

## Achtergronden
- De zaak Zonnebloem is geïnspireerd op de wapenwedloop tijdens de Koude Oorlog. Het is het eerste Kuifjeverhaal waarbij Hergé zich ter plekke oriënteert hoe de omgeving waar het verhaal zich afspeelt er in werkelijkheid uitziet.[1] Het verhaal speelt zich voor een groot deel af in de Zwitserse plaatsen Genève en Nyon, en in de omgeving daarvan. Het vliegveld van Genève werd nagetekend en de indruk wordt gewekt dat het treinstation van Genève is afgebeeld, maar het interieur vertoont alleen overeenkomsten met dat van Lausanne. Het in het verhaal afgebeelde Geneefse hotel Cornavin bestaat ook echt. Professor Zonnebloem logeerde er in kamer 122, maar het echte hotel heeft geen hotelkamer met dat nummer. Om de Kuifjefans die het hotel bezochten niet teleur te stellen, plaatste het hotel een valse deur met kamernummer 122. In de loop der jaren ontving het hotel honderden brieven gericht aan professor Zonnebloem, kamer 122.[1]
- Er wordt een pakje sigaretten getoond van het merk МАЗЕDОНИА. Dat klinkt als Mazedonia, maar correct Russisch voor Macedonië is МАКЕДОНИЯ.
- In Nyon werd de entree van de stad nagetekend, evenals de plek waar een auto in het Meer van Genève reed. De kade werd nagetekend met de bomen die er staan. Ook de fontein met beeld is een weergave naar de werkelijkheid. Het huis van professor Topolino bestaat eveneens en ligt aan dezelfde straat als in het verhaal. De voorste brandweerwagen, een Willy, die in allerijl naar Topolino's huis rijdt, was daadwerkelijk in bezit van de plaatselijke brandweer en is nog steeds in Nyon te bezichtigen.
- De chauffeur van de taxi lijkt op Adolf Hitler.[2]
- Het gebouw van de ambassade van Bordurië in de plaats Rolle bestaat niet in het echt en lijkt geïnspireerd op dat van de hotelschool in Genève.
- De naam van de Bordurische leider Pleksy-Gladz is gebaseerd op het woord plexiglas en de figuur zelf op Jozef Stalin.
- Er wordt veelvuldig gezworen bij de snor van Pleksy-Gladz. Die snor is veelvuldig afgebeeld en dient als circonflex in woorden als "Hôtel".
- Topolino is de Italiaanse naam van Mickey Mouse.
- Slagerij Van Kampen heet in het originele, Franstalige verhaal Boucherie Sanzot, naar sans os dat zonder bot betekent.[3] De Engelstalige naam is Cutts the butcher.
- Het vliegtuig waarin professor Zonnebloem ontvoerd werd (p. 41) is een Beechcraft Bonanza A35. De wagen waarmee Kuifje en kapitein Haddock de ontvoerders van professor Zonnebloem achtervolgen is een Lancia Aurelia.
- Kolonel Sponsz ontmoet Kuifje noch kapitein Haddock persoonlijk gedurende de hele strip - Kuifje en Haddock zitten verstopt in de kleerkast van Bianca Castafiore - maar herkent hen wel in de latere strip Kuifje en de Picaro's. Kuifje en de Picaro's gaat zelfs over Sponsz die wraak wil nemen op het duo.
- De cover toont een scène die te zien is door gebroken glas. Hergé had het idee om de scherven er ook echt als glas te laten uitzien, door de kaft te beplakken met een stof die het beoogde optische effect kon bewerkstelligen. Het idee werd echter als te duur afgedaan door uitgeverij Casterman.[4]

## Publicatie
De ballonstrip werd voor het eerst gepubliceerd in de weekbladen Kuifje en zijn Franstalige evenknie Tintin. De uitgave was wekelijks met één pagina van vier stroken van week 51 in 1954 tot en met week 8 in 1956.